# Qingdao
Qingdao (pinyin; tradicionalno Ch’ing-tao i Tsingtao) najveći je grad i najprometnija luka u pokrajini Shandong (Shantung) koja se nalazili u sjeveroistočnom dijelu Narodne Republike Kine. Nalazi se na južnoj obali poluotoka Shandong, na ulazu u zaljev Jiaozhou koji je dio Žutoga mora.

## Povijest
Godine 1898. Dinastija Qing ustupila je grad Njemačkom Carstvu na 99 godina. Godine 1899. izgrađen je lučki prostor, a 1904. željeznička pruga do Jinana. Godine 1914., tijekom Prvog svjetskog rata grad je okupiralo Japansko Carstvo. Grad je dan Republici Kini 1922. godine. Godine 1938., tijekom Drugog kinesko-japanskog rata, Japansko Carstvo ponovno je okupiralo grad. Okupacija je trajala sve do 1945. godine.

## Stanovništvo
Grad je 2014. godine imao 9.046.200 stanovnika od kojih je 6.188.100 živjelo u urbanim područjima.

## Gospodarstvo
U novije doba Qingdao se razvio u glavno industrijsko središte Shandonga. Osim tradicionalne industrije tekstila i glasovitoga piva Tsingtao, razvila se jaka kemijska, gumarska, strojograđevna (industrijski i drugi strojevi) te osobito elektronička industrija.

## Promet
Iako se kao luka za vanjsku trgovinu počeo razvijati tek potkraj 19. stoljeća, Qingdao danas spada pod glavne kineske luke. Lučki robni promet porastao je s 51,0 milijuna tona u 1995. na 161,6 milijuna tona u 2004. U Qingdaou prevladava kontejnerski promet (5,1 milijun TEU). Kontejnerskim prometom najviše se prevoze ugljen, željezna ruda, nafta i žitarice. Trajektnim vezma povezan je s Japanom (Shimonoseki) i Južnom Korejom. U gradu se nalazi pomorska vojna baza Narodnooslobodilačke armije Kine i Međunarodna zračna luka Qingdao Liuting.

## Gradski partneri
Qingdao ima 25 gradskih partnera:
| Grad             | Država                 | Partneri od |
| ---------------- | ---------------------- | ----------- |
| Acapulco         | Meksiko                | 1985.       |
| Adelaide         | Australija             | 2014.       |
| Bilbao           | Španjolska             | 2004.       |
| Daegu            | Južna Koreja           | 1993.       |
| Galway           | Irska                  | 1999.       |
| Iloilo City      | Filipini               | 2003.       |
| Klaipėda         | Litva                  | 2004.       |
| Long Beach       | SAD                    | 1985.       |
| Makassar         | Indonezija             | ?           |
| Mannheim         | Njemačka               | 2016.       |
| Miami            | SAD                    | 2005.       |
| Montevideo       | Urugvaj                | 2004.       |
| Nantes           | Francuska              | 2005.       |
| Nes Ziyyona      | Izrael                 | 1997.       |
| North Shore City | Novi Zeland            | 2008.       |
| Odesa            | Ukrajina               | 1993.       |
| Paderborn        | Njemačka               | 2003.       |
| Perm             | Rusija                 | 2003.       |
| Puerto Montt     | Čile                   | 1999.       |
| Sankt-Peterburg  | Rusija                 | 2006.       |
| Shimonoseki      | Japan                  | 1979.       |
| Southampton      | Ujedinjeno Kraljevstvo | 1998.       |
| Velsen           | Nizozemska             | 1998.       |
| Vila Velha       | Brazil                 | 2009.       |
| Wilhelmshaven    | Njemačka               | 1992.       |

## Vanjske poveznice
Vodič: Qingdao na Wikivoyageu
- Službena web stranica  Arhivirana inačica izvorne stranice od 17. rujna 2015. (Wayback Machine)